# Messier 10
Messier 10 (M10 ili NGC 6254) je kuglasti skup u zviježđu Zmijonoscu. Otkrio ga je Charles Messier 29. svibnja 1764. godine.
Opisao ga je kao maglicu bez zvijezda. William Herschel ga je prvi razlučio u zvijezde.

## Svojstva
Messier 10 se nalazi 14.300 svjetlosnih godina od nas. Njegov promjer je 20' (na fotografijama) ili 8' kada se promatra kroz teleskop. Promjer skupa je 80 svjetlosnih godina. Ovaj se skup od nas udaljava brzinom od 69 km/s. Siromašan je promjenjivim zvijezdama, tek su tri do sada otkrivene.

## Amaterska promatranja
Skup ima prividni sjaj od magnitude + 6,6. U dvogledu izgleda kao mutna zvijezda. U teleskopu s objektivom promjera 200 mm, skup je razlučen na zvijezde, osim jezgre.

## Vanjske poveznice
- Skica M10
- (engl.) SEDS: NGC 6254
- (engl.) Hartmut Frommert: Revidirani Novi opći katalog
- (engl.) Izvangalaktička baza podataka NASA-e i IPAC-a
- (engl.) Astronomska baza podataka SIMBAD
- (engl.) VizieR
- (engl.) Auke Slotegraaf: NGC 6254 Deep Sky Observer's Companion
- (engl.) Courtney Seligman: Objekti Novog općeg kataloga: NGC 6250 - 6299